# Saurenchelys
Saurenchelys es un género de peces de la familia Nettastomatidae.

## Especies
- Saurenchelys cancrivora W. K. H. Peters, 1864
- Saurenchelys cognita D. G. Smith, 1989
- Saurenchelys elongata (Kotthaus, 1968)
- Saurenchelys fierasfer (D. S. Jordan & Snyder, 1901)
- Saurenchelys finitima (Whitley, 1935)
- Saurenchelys gigas J. Lin, D. G. Smith & K. T. Shao, 2015
- Saurenchelys lateromaculata (D'Ancona, 1928)
- Saurenchelys meteori Klausewitz & Zajonz, 2000
- Saurenchelys petersi F. Day, 1878
- Saurenchelys stylura (E. H. M. Lea, 1913)
- Saurenchelys taiwanensis Karmovskaya, 2004